# موري كانتي
موري كانتي (بالفرنسية: Mory Kanté)‏ (29 مارس 1950 في مدينة البداريا (غينيا الفرنسية) - 22 مايو 2020 في كوناكري (غينيا)  ، كان مغنيا وموسيقيا غينيا. واشتهر بالخصوص بأغنيته الشهيرة Yéké yéké التي قام باصدارها سنة 1988.

## سيرة شخصية

### مرحلة الطفولة
في أعماق بلاد٬ الماندينج في قرية صغيرة جنوب غينيا تسمى البداريا٬ قرب كسيدوغو٬ ولد موري كانتي في 29 من شهر مارس سنة 1950. كان والده الحاج دجيلي فودي كانتي قد بلغ سنا متقدمة بينما كان موري من بين أبناءه ال38 الأصغر سنا. تعتبر عائلة كانتي من العائلات المعروفة بفناني الجريو الذين يلعبون دور الشعراء ٬و المغنين ٬و المؤرخين ٬و الصحافيين في الوقت ذاته ٬حيث أنهم كانوا بمثابة الذاكرة الحية ٬و كلفوا مند غابر السنين برواية وغناء ملاحم لا متناهية لأسر وشعوب عدة. كان والدا موري من فناني الجريو ٬و قد كانت مهنة متوارثة ٬و كان جده لأمه من زعماء الجريو النافذين ٬حيث كان يترأس ستين فردا منهم٬ لذلك فقد كان من الطبيعي أن يكون مصير موري الصغير أن يصبح «دجالي» وهي كلمة ماندينجية تعني «جريو».

## روابط خارجية
- موري كانتي على موقع IMDb (الإنجليزية)
- موري كانتي على موقع الموسوعة البريطانية (الإنجليزية)
- موري كانتي على موقع ميوزك برينز (الإنجليزية)
- موري كانتي على موقع أول ميوزيك (الإنجليزية)
- موري كانتي على موقع ديسكوغز (الإنجليزية)
- موري كانتي على موقع قاعدة بيانات الفيلم (الإنجليزية)